# O Guarani (1916)
O Guarani é um filme brasileiro do gênero drama romântico dirigido e estrelado por Vittorio Capellaro e distribuido pela Companhia Cinematográfica Brasileira em 1916. É uma versão cinematográfica do romance O Guarani, de José de Alencar, com música de Carlos Gomes.
Seu lançamento ocorreu no Cine Pathé, em São Paulo, no dia 5 de junho de 1916. É considerado um filme perdido.

## Enredo
A história do fascínio do índio Pery pela moça branca Cecy. Após Filipe II, da Espanha, assumir o trono de Portugal, D. Antonio de Mariz, que é pai de Cecy, vai com a sua família para o interior do Brasil, nas margens do Rio Paraíba. 
Inúmeros incidentes acontecem, como a morte de uma índia Aimoré, assim começa a ameaça aos colonos. Pery é um guerreiro Guarani, amigo da família de D. Antonio, e a ela se junta contra os Aimorés. Já prevendo a impossibilidade de resistência por conta da grande diferença numérica, D. Antonio explode a sua casa depois de pedir ao guerreiro Pery que salve sua filha Cecy.

## Elenco[1][2]
- Vittorio Capellaro como Peri
- Georgina Marchiani como Cecy
- Santino Giannastasio como Álvaro
- Eduardo Cassoli como D. Antonio de Mariz
- Maria Valentini como D. Laureana
- Paulo Aliano como Loredano
- Enrico Fragale como Aires Gomes